# Vězeňsko-průmyslový komplex
Vězeňsko-průmyslový komplex je termín, který v 90. letech minulého století začali používat kritici justičního systému ve Spojených státech amerických, poukazuje na zájem státu uvěznit veliké množství vlastních, převážně chudých nebo nepohodlných obyvatel. Toto pro demokratickou společnost vysoce kontroverzní jednání je dle této teorie výsledkem vzájemného propojení různých faktorů. Pronikání soukromého kapitálu do vězeňství stojí v USA za vznikem řady soukromých nápravných zařízení a vzhledem ke své ziskové povaze tak vytváří poptávku po čím dál tím více se zostřujícímu boji proti zločinu. Komerční zájem těchto skupin pak vede k tlaku na držitele politické moci tak, aby tito vytvářeli příznivé legislativní, společenské a institucionální prostředí pro vytváření stále rostoucí populace vězňů.[zdroj?]

V jednom z nejcitovanějších článků o vězeňsko-průmyslovém komplexu napsal americký novinář a spisovatel Eric Schlosser v magazínu Atlantic Monthly v prosinci 1998:
| „ | Vězeňsko-průmyslový komplex je systém byrokratických, politických a ekonomických zájmů, které podněcují zvýšené výdaje na vězeňství. Nejsou to však jen zájmové skupiny a instituce. Je to také stav mysli. Vidina velikých peněz korumpuje národní soudní systém tím, že zaměňuje pojmy bezpečí a veřejné služby za hon za vyššími zisky. Dychtivost volených zástupců uzákonit velmi tvrdou trestní legislativu, ve spojitosti s neochotou odhalit externí a společenské náklady těchto zákonů, podněcuje různé druhy finančních nekalostí. | “ |

## Vězeňsko-průmyslový komplex v číslech

Vývoj vězeňské populace v USA od roku 1920. Výrazný vzestup je patrný od počátku funkčního období Ronalda Reagana. Červená: vězení (pravomocně odsouzení), modrá: vazba, světle modrá: mladiství

Protože přímý důkaz o tomto konspiračním propojení neexistuje, za vznikem teorie o vězeňsko-průmyslovém komplexu stojí zejména statistiky, které tvrzení dle zastánců dokazují.
Podle londýnského International Centre for Prison Studies jsou USA zemí s jednoznačně nejvyšším počtem vězňů na světě. V polovině roku 2003 činilo toto číslo 2,09 milionu obyvatel, což představuje v přepočtu 715 vězňů na 100 000 obyvatel, na začátku roku 2008 již 2,3 milionu lidí a v roce 2016 2,4 milion – 1 % dospělé populace USA. Oproti průměru demokratických zemí západní Evropy je toto číslo zhruba osminásobné (96 vězňů na 100 tisíc obyvatel v EU 15) a téměř čtyřnásobné oproti České republice (198). Pokud bychom však do statistik zahrnuli občany také podmínečně odsouzené a podmínečně propuštěné, číslo by stouplo na 7 milionů, což je více než 3 procenta dospělé americké populace a 6 procent všech dospělých mužů, kteří tvoří zhruba 90 procent všech odsouzených
Se značným odstupem se za USA však řadí i země, které nebývají považovány za zcela svobodné a demokratické. Druhou příčku v počtu vězňů na 100 tisíc obyvatel zaujímají společně Rusko, Bělorusko a Bermudy (532), na dalších se pak umístily např. Turkmenistán (489) a Kuba (487).[zdroj?]
Teorie se ale opírá zejména o dynamické statistiky. Za posledních 24 let rostl počet vězňů v amerických věznicích tempem 7 procent ročně. Vzrostl tak ze zhruba 0,5 milionu v roce 1980 na 2,1 milionu v roce 2004. Toto zvýšení se přisuzuje zejména podstatnému přitvrzení boje proti zločinu za vlády Ronalda Reagana (zejména jeho kontroverzní Válka proti drogám) a od počátku 90. let aplikovaný princip „třikrát a dost“, nařizující soudcům při recidivě ukládat drakonické tresty (25 let až doživotí) i za drobné trestné činy.[zdroj?] Celkové výdaje na justici se pak mezi lety 1982–1998 zvýšily z 58 na 127 miliard dolarů (přepočítaných na úroveň roku 1998). Zastánci to vidí jako důkaz existence vězeňsko-průmyslového komplexu.
Na konci roku 2016 přinesl časopis Time studii o tom, že z 2,2 milionu vězněných Američanů by 39 % (cca 576 000) z nich nemělo být za mřížemi. Jejich uvolnění by pomohlo státnímu rozpočtu o výši 20 miliard dolarů ročně, které (jak článek navrhuje) by mohl stát využít na další prevenci kriminality.

## Hlavní motivy aktérů komplexu
Podle obhájců teorie je motivem tohoto masivního uvězňování nikoliv ochrana veřejnosti, ale zájem samotných aktérů komplexu, kterým je maximalizace zisku. Aktéři jsou velice různorodí a jejich navzájem propojené zájmy dohromady vytvářejí celospolečenskou poptávku po fungování vězeňsko-průmyslového komplexu. Jedním z nich jsou soukromé společnosti provozující věznice. Jejich jediným zákazníkem je stát, který za poskytované služby platí (monopson). S růstem počtu vězňů potom dochází k růstu jejich příjmů. Jiným z aktérů jsou zaostalé venkovské oblasti, které často vidí ve věznicích zdroj svých příjmů a možnost zlepšení neutěšené ekonomické situace. 
Snaha vybudovat tzv. vězeňskou ekonomiku – tedy umístit na svém území nápravné zařízení – tak již byla v minulosti mnohokrát zdrojem ostré konkurence mezi regiony. Jedním z rozhodujících aktérů systému je vláda. Jejím motivem je využití vězeňské práce, a to ke komerčním i veřejným účelům. V knize Joela Dyera Perpetual prison machine:How America profits from crime autor uvádí, že federální vláda vydělá každoročně pronájmem práce vězňů 500 milionů dolarů, osobní mzda trestance se však pohybuje jen kolem 1 dolaru na hodinu, tedy zhruba na pětině minimální mzdy. Zcela zásadní úlohu pak hrají v komplexu média, pomáhající úspěšně vytvářet u veřejnosti pocit ohrožení, dojem, že zločin je závažnějším tématem než by odpovídalo skutečnosti[zdroj?]. Tato hysterie a přílišná citlivost na toto téma následně motivuje politické struktury v praxi pokračovat a získávat tak sympatie voličů.